# أل شاربتون
ألفريد تشارلز شاربتون الابن (بالإنجليزية: Al Sharpton)‏ (بالإنكليزية: Alfred Charles Sharpton Jr.(، وُلد يوم 3 أكتوبر عام 1954، هو ناشط حقوقي أمريكي، وقس بالكنيسة المعمدانية، ومقدم برامج، وسياسي. أسس شاربتون شبكة «أكشن» الوطنية. وكان المرشح الرئاسي للحزب الديموقراطي في الانتخابات الرئاسية للولايات المتحدة عام 2004. يقدم شاربتون برنامج حوار إذاعي خاصًا به باسم «كيبين إت ريل»، ويظهر بعدة لقاءات تليفيزيونية في البرامج الإخبارية. اختير شاربتون في عام 2011 ليكون مقدمًا لبرنامج «بوليتكس نيشن» الخاص بشبكة إم إس إن بي سي، وهو برنامج حواري ليلي. وتغير موعد هذا البرنامج ليكون في صباح كل أحد منذ عام 2015. يشيد جمهور شاربتون بقدرته وإرادته على تحدي السلطة التي يرونها سببًا في معاناتهم. ويعتبرونه رجلًا صريحًا يسرد الحقائق كما هي. قال إد كوخ، عمدة مدينة نيويورك السابق، أن شاربتون يستحق التقدير الذي يحظى به بين الأمريكيين السود: «إنه على استعداد أن يُسجن من أجلهم، وسيقدم لهم العون دائمًا عندما يحتاجون مساعدته». قال الرئيس الأمريكي باراك أوباما عن شاربتون أنه صوت من لا صوت له، ويعتبر بطلًا نصيرًا للمطحونين. صرح ربع الأمريكيين ذوي الأصل الأفريقي بأن شاربتون يتحدث بلسانهم ويعبر عنهم، وذلك في استفتاء تحليلات زغبي لعام 2013.
يوصف شاربتون من منتقديه على أنه سياسي أصولي، ويُلقى عليه اللوم بشكل جزئي في تدهور العلاقات العرقية. ووصفه عالم الاجتماع أورلاندو باتيرسون بأنه أصولي ومفتعِل للمشاكل، ووصفه الكاتب الصحفي الليبرالي ديريك ز. جاكسون بأنه مشابِه، من العرق الأسود، لكل من ريتشارد نيكسون وبات بوكانان. يرى شاربتون أن أغلب هذه الانتقادات الموجهة إليه مؤشرًا على تأثيره ونجاحه. قال شاربتون: «من عدة نواحي، أعتبر كل ما يرونه انتقادًا لي مجاملةً لأعمالي. وتكمن وظيفة الناشط الحقوقي في إثارة قضايا الحقوق المدنية حتى يتوفر مجالًا للتغيير».

## مطلع حياته
وُلد ألفريد تشارلز شاربتون الابن في حي براونزفيل بمدينة بروكلين في ولاية نيويورك، لوالديه ألفريد تشارلز شاربتون الأب وآدا ريتشاردز. تمتلك عائلته بعض الجذور التابعة لقبيلة شيروكي. ألقى شاربتون خطبته الأولى في سن الرابعة من عمره، وكان يسافر مع المطربة الإنجيلية ماهاليا جاكسون.
انفصل والد شاربتون عن زوجته عام 1963 ليتزوج من أخت شاربتون غير الشقيقة. كانت تعمل آدا خادمة، وكان دخلها منخفضًا للغاية لدرجة أن أسرتها حصلت على حق الرعاية الاجتماعية من الحكومة، وانتقلوا من حياة الطبقة الوسطى في حي هوليس بمدينة كوينز إلى الحياة بمشاريع الإسكان العام في حي براونزفيل في مدينة بروكلين.
تخرج شاربتون من مدرسة صموئيل ج. تيلدن الثانوية، ودرس في كلية بروكلين، ولكنه ترك الدراسة فيها بعد أول سنتين عام 1975. حصل شاربتون عام 1972 على منصب منسق الشباب في الحملة الرئاسية لعضو الكونغرس الأمريكية من الأصول الأفريقية شيرلي تشيشولم. وعمل شاربتون بوظيفة مدير رحلات جيمس براون بين عامي 1973 و1980.

## حياته الشخصية
قابل شاربتون عام 1971، بينما كان يسافر مع جيمس براون، زوجته المستقبلية كاثي جوردان، التي كانت تعمل مطربة خلفية. تزوج شاربتون وجوردان عام 1980. وانفصل الزوجان عام 2004. ونشرت جريدة «نيويورك ديلي نيوز» عام 2013 أن شاربتون لديه صديقة حميمة وهي عائشة ماكشو البالغة من العمر 35 عامًا، وكان وقتها متزوجًا من زوجته الثانية، ونشرت الجريدة أن هذا الثنائي أصبح مادة صحفية إذ التُقطت العديد من الصور الأنيقة لهما في جميع أنحاء الولايات المتحدة. وذكرت الصحيفة أن ماكشو وصفت نفسها بأنها تعمل مصممة شخصية وعاملة مصرفية شخصية في آن واحد."
يعتبر شاربتون عضوًا شرفيًا بأخوية «باي بيتا سيغما».

## محاولة اغتياله
نجا شاربتون من محاولة لاغتياله يوم 12 يناير عام 1991 بإصابات بالغة، بعدما طُعن في الصدر بساحة مدرسة «بي. إس. 205» بواسطة مايكل ريكاردي بينما كان يستعد ليقود مظاهرة احتجاجية بحي بنسونهيرست في مدينة بروكلين بنيويورك. اعتُقل المجرم بواسطة معاوني شاربتون وسُلم للشرطة التي كانت حاضرة لمتابعة المظاهرة الاحتجاجية المُخطط لها.
أُدين ريكاردي في عام 1992 بجريمة اعتداء من الدرجة الأولى. طلب شاربتون من القاضي أن يتساهل مع هذا المجرم عند النطق بالحكم. وحكم القاضي عليه بقضاء 15 عامًا بالسجن، وقضى ريكاردي منها 10 سنوات إلى أن أُفرج عليه في إطلاق سراح مشروط يوم 8 يناير عام 2001.
سامح شاربتون مهاجمه ريكاردي وترافع عنه مطالبًا بتخفيف عقوبته، ولكنه رفع دعوى قضائية ضد شرطة مدينة نيويورك الذين فشلوا في حمايته من الهجوم رغم انتشارهم وكثرة عددهم. وفي ديسمبر عام 2003، حصل شاربتون على 200,000 دولار أمريكي لتسوية القضية مع المدينة؛ لأن عملية اختيار هيئة المحلفين كانت على وشك البدء.

## علاقة عائلية غير مباشرة مع ستورم ثورموند
اكتشف عالم الأنساب ميغان سوملينيك في فبراير عام 2007 أن الجد الأكبر لشاربتون، وهو كولمان شاربتون، كان عبدًا مملوكًا لعائلة جوليا ثورموند، والتي كان جدها هو الجد الأكبر للسياسي ستورم ثورموند. حُرر كولمان شاربتون من عبوديته فيما بعد.
أتى اسم عائلة شاربتون من المالك الأسبق للعبد كولمان شاربتون، والذي كان يسمى أليكساندر شاربتون.

## فقدان الوزن
فقد شاربتون أكثر من 100 رطل، ما يعادل 45 كيلوغرامًا، خلال الأربعة أعوام ونصف المنتهية في أكتوبر عام 2014 بعدما مصابًا بالسمنة لعدة عقود.

## وصلات خارجية
- أل شاربتون على موقع IMDb (الإنجليزية)
- أل شاربتون على موقع الموسوعة البريطانية (الإنجليزية)
- أل شاربتون على موقع مونزينجر (الألمانية)
- أل شاربتون على موقع ألو سيني (الفرنسية)
- أل شاربتون على موقع ميوزك برينز (الإنجليزية)
- أل شاربتون على موقع أول موفي (الإنجليزية)
- أل شاربتون على موقع قاعدة بيانات الأفلام السويدية (السويدية)
- أل شاربتون على موقع إن إن دي بي (الإنجليزية)
- أل شاربتون على موقع أول ميوزيك (الإنجليزية)
- أل شاربتون على موقع ديسكوغز (الإنجليزية)